# Immigration au Pérou
L'immigration au Pérou est un phénomène complexe qui débute à l'époque coloniale avec l'arrivée d'Espagnols, d'Africains et d'Asiatiques. Elle se poursuit à l'époque républicaine et jusqu'à nos jours, marquée notamment par des flux importants en provenance d'Amérique Latine, d'Asie et d'Europe. Bien que le Pérou ne soit pas le principal destinataire de l'immigration en Amérique du Sud, il présente certaines spécificités, notamment une forte présence de migrants européens et asiatiques. Cette diversité a eu un impact significatif sur la société, la culture, la gastronomie et l'économie péruvienne.

## Histoire

### L'immigration à l'époque coloniale (Vice-royauté du Pérou)
Avant l'arrivée des Espagnols au XVIe siècle, le territoire péruvien était principalement habité par des peuples amérindiens organisés en diverses cultures et civilisations. Avec la conquête espagnole, commence une nouvelle ère d'immigration composée principalement d'Espagnols et d'Africains amenés en tant qu'esclaves.
Cette période a profondément métamorphosé la démographie et la culture du pays. Les Espagnols se sont principalement établis dans les zones urbaines, instaurant un système de vice-royauté qui a laissé une empreinte indélébile sur la culture, la religion et la langue du Pérou. Les Africains, en grande partie esclaves, ont été concentrés dans des plantations et des mines et ont également contribué à la riche mosaïque culturelle du pays, notamment dans la musique et la gastronomie.

### L'immigration depuis l'indépendance (République du Pérou)
Après l'indépendance du Pérou en 1824, une nouvelle vague d'immigrants européens a vu le jour. Contrairement à d'autres pays d'Amérique Latine, le Pérou n'a pas bénéficié d'une immigration européenne aussi massive. Néanmoins, la présence italienne au Pérou était substantielle, axée non pas sur le travail manuel mais sur des activités commerciales et entrepreneuriales. Cette immigration a coïncidé avec des périodes cruciales de l'histoire péruvienne, comme l'ère du guano, un engrais naturel qui a dynamisé l'économie nationale.
À partir de la seconde moitié du XIXe siècle, le Pérou connait une immigration d'origine chinoise, en particulier sur les régions côtières. Ces migrants étaient désignés sous le terme de culí et notamment utilisés en tant que main d’œuvre pour les travaux agricoles. Cette immigration sera à l'origine de la cuisine fusion péruvienne, désignée sous le terme de cuisine chifa avec des recettes telles que le arroz chaufa.
Les dernières décennies ont également vu une augmentation significative de l'immigration depuis d'autres pays d'Amérique, notamment de la Colombie, de l'Argentine et du Brésil. De plus, la migration interne du Pérou vers des pays comme les États-Unis, le Japon, l'Espagne et l'Italie a également augmenté en raison de crises politiques et d'opportunités d'emploi à l'étranger.
Selon des données récentes, la population étrangère au Pérou était de 64 303 personnes en 2008, avec une prédominance d'Argentins, suivis par des citoyens des États-Unis et du Chili. Entre 2004 et 2014, le nombre d'étrangers entrant au Pérou pour travailler a augmenté de 793%, un signe de l'attractivité croissante du pays en tant que destination pour les migrants.

## Origine des immigrants
L'histoire de l'immigration au Pérou est un mélange riche et diversifié de cultures, allant des immigrants européens aux groupes d'Asie et d'Afrique. Pendant la période coloniale, le Pérou a vu un afflux massif d'Espagnols, ainsi que d'esclaves africains amenés pour le travail forcé.
À l'époque moderne, le pays a également accueilli des immigrants en provenance de Chine, du Japon et d'autres parties de l'Amérique latine. Le paysage démographique du Pérou est en constante évolution. Depuis les années 2000, la migration en provenance des pays voisins comme la Colombie et le Venezuela a connu une croissance significative. Ces nouveaux arrivants cherchent souvent à échapper à des situations politiques ou économiques difficiles dans leur pays d'origine.
Cette diversité d'origines a modelé le Pérou en une nation aux cultures entremêlées, où les influences de différents groupes immigrés imprègnent tous les domaines de la vie péruvienne actuelle comme la gastronomie, la musique, la langue ou les traditions.

### L'immigration aujourd'hui
Selon les données les plus récentes de 2023, le paysage de l'immigration au Pérou a connu des changements significatifs, :
- Venezuela : 1 540 000 résidents en 2023
- Colombie : 53 852 résidents en 2022
- Équateur : 14 156 résidents en 2021
- États-Unis : 13 444 résidents en 2021
- Espagne : 13 393 résidents en 2021
- Argentine : 11 181 résidents en 2021
- Chili : 10 096 résidents en 2021
- Brésil : 9 501 résidents en 2021
- Chine : 9 041 résidents en 2021
- Bolivie : 7 715 résidents en 2021

### Évolution récente de l'immigration
Comparé à la période entre 2004 et 2014 où l'immigration avait augmenté de 793%, selon la Surintendance Nationale des Migrations, le paysage migratoire a évolué. Par exemple, l’augmentation des immigrants colombiens est une nouveauté majeure du XXIe siècle. Cependant, l'Argentine demeure une source importante d'immigration.
Quant à la Bolivie, elle continue à être un cas à part. Non seulement les Boliviens s'installent en milieu urbain, mais aussi en milieu rural. Selon les données de l'INEI, 11,5 % des immigrants boliviens résident dans des zones rurales, ce qui est le plus élevé parmi toutes les communautés américaines. De plus, parmi tous les travailleurs américains au Pérou, les Boliviens affichent le taux le plus élevé de travailleurs indépendants, avec 38,8 % en 2012, principalement dans le commerce.